# سورة القمر

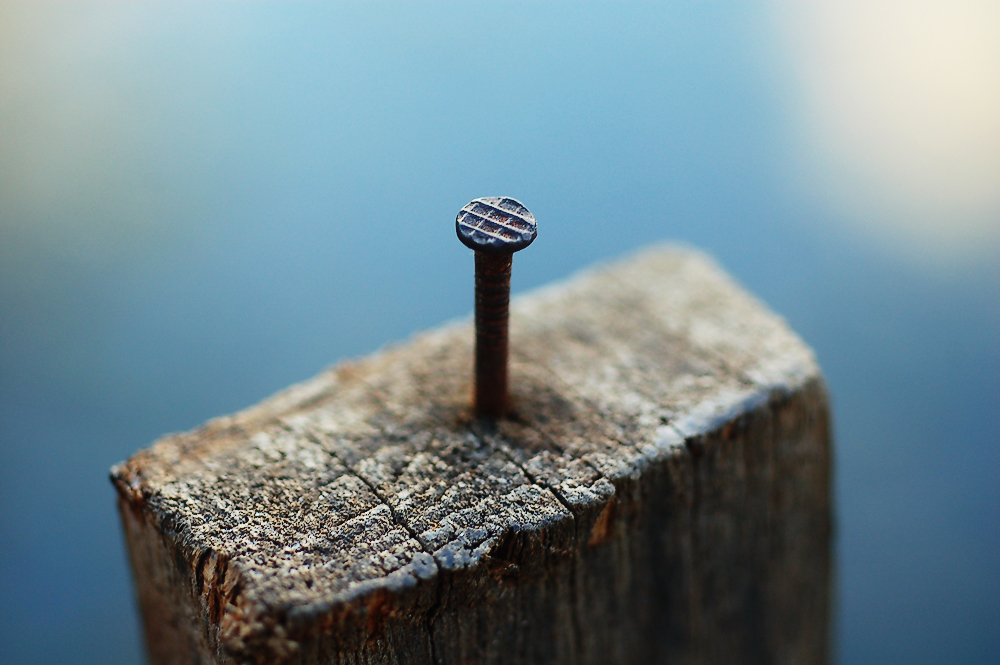
دسار في لوحة خشب.

سورة القمر هي سورة مكية من المفصل، سُميت بـ: سورة القمر لوجود لفظة (القمر) في الآية الأولى منها، كما تُسمى سورة (اقتربت)، آياتها 55، وترتيبها في المصحف 54، في الجزء 27، حيث بدأت بفعل ماض، وبالحديث عن حادثة انشقاق القمر، نزلت بعد سورة الطارق، وورد في مناسبتها لما قبلها (النجم)، ظاهرة من قوله تعالى:﴿أَزِفَتِ الْآزِفَةُ ۝٥٧﴾ [النجم:57]، وقوله تعالى:﴿اقْتَرَبَتِ السَّاعَةُ﴾ [القمر:1]، ومن أهم خصائصها توالي الأحداث وتتابعها وسرعتها، ومن أهم موضوعاتها اقتراب الساعة وانشقاق القمر، وعرض الحدَث بعظمته وموقف المشركين فيه، وأهم مقاصدها، أنها عالجت أصول العقيدة الإسلامية.

## التعريف بالسورة وسبب التسمية

### التعريف بالسورة
تُسمى هذه السورة بسورة (القمر)، وهي من أطول السور التي التزمت بحرف الراء، واسمها عند السلف (سورة اقتربت الساعة)، ففي حديث أبي واقد الليثي: «أن رسول الله ﷺ كان يقرأ بـ: (قاف)، و(اقتربت الساعة) في الفطر والأضحى»، وبهذا الاسم عنون لها البخاري في كتاب التفسير. وتسمى (سورة القمر)، وبذلك ترجمها الترمذي، وتسمى (سورة اقتربت) حكاية لأول كلمة فيها، وعن ابن عباس أنها تدعى في التوراة المبيضة، تبيض وجه صاحبها يوم تسود الوجوه.

### سبب تسميتها
لافتتاحها بالخبر عن انشقاق القمر، معجزة لنبينا ﷺ، وأجمع أهل التفسير في بيان الآية الأولى على أنّ القمر قد انشقّ على عهد رسول الله ﷺ، قال ابن مسعود: «رأيت حراء بين فلقتى القمر» فأعرضوا عنه فلم يؤمنوا، وقالوا: هذا سحر مبين، ولم يخالف إبن مسعود أحد، وروي أيضا عن أنس وابن عمر وحذيفة وابن عباس وجبير بن مطعم.. كلهم رووا هذا الخبر.
ومعجزة انشقاق القمر من أمهات المعجزات الفائقة على سائر معجزات الأنبياء، لأن معجزاتهم  لم تتجاوز الأرضيات.

## عدد آيات السورة وكلماتها وحروفها
عدد آياتها: (خمسون وخمس آية) باتفاق أهل العدد، وليس فيها اختلاف ولا مما يشبه الفواصل شيء.
عدد كلماتها: (ثلاث مئة واثنتان وأربعون كلمة).
عدد حروفها: (ألف وأربع مئة وثلاثة وعشرون حرفا).

## مكان نزول السورة وترتيبها وسبب نزولها

### مكان نزول سورة القمر
سورة القمر نزلت بمكة كلّها، على قول الجمهور، واستثنى (مقاتل)  ثلاث آيات منها، هي: قوله تعالى:﴿أَمْ يَقُولُونَ نَحْنُ جَمِيعٌ مُنْتَصِرٌ ۝٤٤ سَيُهْزَمُ الْجَمْعُ وَيُوَلُّونَ الدُّبُرَ ۝٤٥ بَلِ السَّاعَةُ مَوْعِدُهُمْ وَالسَّاعَةُ أَدْهَى وَأَمَرُّ ۝٤٦﴾ [القمر:44–46]، ونقل القرطبي عن مقاتل: "في ذلك: ضرب أبو جهل فرسه يوم بدر، فتقدم من الصف وقال: نحن ننتصر اليوم من محمد وأصحابه فأنزل الله تعالى:﴿أَمْ يَقُولُونَ نَحْنُ جَمِيعٌ مُنْتَصِرٌ ۝٤٤ سَيُهْزَمُ الْجَمْعُ وَيُوَلُّونَ الدُّبُرَ ۝٤٥﴾ [القمر:44–45]، ولكن القرطبي لا يرى صحة هذا، ويورد قول سعيد بن جبير، قال سعد بن أبي وقاص: "لما نزل قوله تعالى:﴿سَيُهْزَمُ الْجَمْعُ وَيُوَلُّونَ الدُّبُرَ ۝٤٥﴾ [القمر:45]، كنت لا أدري أيّ الجمع ينهزم، فلما كان يوم بدر رأيت النبي ﷺ وهو يقول: «اللهم إن قريشاً جاءتك تحادّك وتحادّ رسولك بفخرها وخيلائها فأخنهم الغداة» ثم قال:﴿سَيُهْزَمُ الْجَمْعُ وَيُوَلُّونَ الدُّبُرَ ۝٤٥﴾ [القمر:45]، فعرفت تأويلها، وهذا من معجزات النبي ﷺ؛ لأنه أخبر عن غيب فكان كما أخبر، وقال ابن عباس: «كان بين نزول هذه الآية وبين بدر سبع سنين فالآية على هذا مكية».
وفى البخاري عن عائشة، قالت: لقد أنزل على محمد ﷺ بمكة وإني لجارية ألعب:﴿بَلِ السَّاعَةُ مَوْعِدُهُمْ وَالسَّاعَةُ أَدْهَى وَأَمَرُّ ۝٤٦﴾ [القمر:46].

### ترتيب سورة القمر
ترتبيها من حيث النزول: نزلت بعد سورة الطارق.
وترتيبها في المصحف: تقع في الترتيب 54، في الجزء 27.

### سبب نزول سورة القمر
- جاء كما في الصحيحين، ان سبب نزول بداية السورة أن أهل مكة سألوا النبي ﷺ آية فانشق القمر بفكة مرتين فنزلت:﴿اقْتَرَبَتِ السَّاعَةُ وَانْشَقَّ الْقَمَرُ ۝١ وَإِنْ يَرَوْا آيَةً يُعْرِضُوا وَيَقُولُوا سِحْرٌ مُسْتَمِرٌّ ۝٢﴾ [القمر:1–2]،[3] وعن ابن مسعود قال: انشق القمر على عهد رسول الله ﷺ فرقتين: فرقة فوق الجبل، وفرقة دونه، فقال رسول الله ﷺ: "اشهدوا"،[16] وعن مسروق عن عبد الله بن مسعود قال: «انشق القمر على عهد رسول الله فقالت قريش : هذا سحر ابن أبي كبشة ولكن انظُروا إلى من يقدُمُ من السِّفارِ فسلوهم، فقدِموا فسألوهم فقالوا : رأيناه قد انشقَّ. فأنزل الله  ﴿اقْتَرَبَتِ السَّاعَةُ وَانْشَقَّ الْقَمَرُ ۝١ وَإِنْ يَرَوْا آيَةً يُعْرِضُوا وَيَقُولُوا سِحْرٌ مُسْتَمِرٌّ ۝٢﴾ [القمر:1–2]».[21]

وقال جمهور المفسرين أن هذه الآية نزلت شاهدة على المشركين بظهور آية كبرى ومعجزة من معجزات النبي ﷺ وهي معجرة انشقاق القمر".
- عن ابن عباس في قوله ﴿سَيُهْزَمُ الْجَمْعُ وَيُوَلُّونَ الدُّبُرَ ۝٤٥﴾ [القمر:45] قال: «كان ذلك يوم بدر قالوا ﴿نَحْنُ جمِيعٌ مُنْتَصِرْ﴾ [القمر:44] فنزلت هذه الآية».[23]

- وذكر السيوطي عن ابي هريرة أنه قال: "جاء مشركو قريش يخاصمون رسول الله ﷺ في القدر، فنزلت:﴿إِنَّ الْمُجْرِمِينَ فِي ضَلَالٍ وَسُعُرٍ ۝٤٧﴾ [القمر:47]، إلى قوله: ﴿إِنَّا كُلَّ شَيْءٍ خَلَقْنَاهُ بِقَدَرٍ ۝٤٩﴾ [القمر:49].[24]

## فضائل السورة
1. عن أُبي بن كعب ، قال: قال رسول الله ﷺ: "ومن قرأ سورة: ﴿اقْتَرَبَتِ السَّاعَةُ﴾ [القمر:1]، في كل غب، بعث يوم القيامة ووجهه على صورة القمر ليلة البدر ومن قرأها كل ليلة كان أفضل، وجاء يوم القيامة ووجهه مسفر على وجوه الخلائق.[25]
2. عن أبي واقد أن رسول الله ﷺ كان يقرأ بسورة (قاف) وسورة (اقتربت الساعة) في الأضحى والفطر، وكان يقرأ بهما في المحافل الكبار، لاشتمالهما على ذكر الوعد والوعيد، وبدء الخلق وإعادته، والتوحيد، وإثبات النبوات، وغير ذلك من المقاصد العظيمة،[26] وسأل عمر بن الخطاب أبا واقدٍ الليثيِّ: «ما كان رسولُ اللهِ ﷺ يقرأُ به في الفطر، والأضحى؟ قال: كان يقرأُ بـ ﴿ق وَالْقُرْآنِ الْمَجِيدِ ۝١﴾ و﴿اقْتَرَبَتِ السَّاعَةُ وَانْشَقَّ الْقَمَرُ ۝١﴾ [القمر:1]».[27] وبهذا يتضح أن سورة القمر إحدى القرائن الثلاث لنبينا  التي قرن بها في صلواته،[28]

## خصائص سورة القمر
1. قوله تعالى:﴿اقْتَرَبَتِ السَّاعَةُ وَانْشَقَّ الْقَمَرُ ۝١﴾ [القمر:1]، دلالة على صحة نبوة النبي ﷺ لأن الله لا يقلب العادات بمثله إلا ليجعله دلالة على صحة نبوة النبي ﷺ، وقد روى انشقاق القمر عشرة من الصحابة.[29]
2. السورة كلها مسجوعة على حرف واحد، فهي مسجوعة على حرف الراء من أول آية فيها حتى آخر آية.[30]

## مناسبتها السورة لما قبلها وما بعدها

### مناسبتها السورة لما قبلها
تظهر صلة سورة (القمر) بما قبلها ( سورة النجم ) فيها الإشارة إلى معجزة المعراج، وسورة القمر فيها الإشارة إلى معجزة انشقاق القمر.
قال الجلال السيوطي: لا يخفى ما في توالي هاتين السورتين من حسن التناسق للتناسب في التسمية لما بين- النجم، والقمر- من الملابسة، وأيضا إن هذه بعد تلك- كالأعراف بعد الأنعام، وكالشعراء بعد الفرقان، وكالصافات بعد يس في أنها تفصيل لأحوال الأمم المشار إلى إهلاكهم في قوله تعالى:﴿وَأَنَّهُ أَهْلَكَ عَادًا الْأُولَى ۝٥٠ وَثَمُودَ فَمَا أَبْقَى ۝٥١ وَقَوْمَ نُوحٍ﴾ [النجم:50–52]، إلى قوله سبحانه:﴿وَالْمُؤْتَفِكَةَ أَهْوَى ۝٥٣﴾ [النجم:53].
لما ختمت سورة النجم بالتهديد باقتراب القيامة التي ينكرونها بعد أن فتحها بالقسم في النجم الذي هو أعم من القمر وغيره بتسييره طلوعاً وأفولاً وصعوداً وهبوطاً، افتتح هذه بذلك مع الدلالة عليه عقلاً وسمعاً في التأثير في أعظم آيات الله، وغير ذلك ليقطع العباد عن الفساد، ويستعدوا لها قبل مجيئها أحسن استعداد، فقال دالا على عظيم اقتداره عليها بتأنيث فعلها: {اقتربت الساعة} اشتدت قرباً الساعة: اللحظة التي لا ساعة في الحقيقة غيرها التي تقوم فيها القيامة لأنه قل ما بقي بيننا وبينها بالنسبة إلى ما مضى من زمن آدم  لبعث خاتم الأنبياء الذي لم يبق بعد أمته أمة تنتظر، فيكون في الزمان مهلة لذلك.
فصلت هذه السورة أحوال الأمم المشار إلى إهلاكهم بسبب تكذيب رسلهم في السورة المتقدمة في قوله تعالى:﴿وَأَنَّهُ أَهْلَكَ عَادًا الْأُولَى ۝٥٠ وَثَمُودَ فَمَا أَبْقَى ۝٥١ وَقَوْمَ نُوحٍ مِنْ قَبْلُ إِنَّهُمْ كَانُوا هُمْ أَظْلَمَ وَأَطْغَى ۝٥٢ وَالْمُؤْتَفِكَةَ أَهْوَى ۝٥٣﴾ [النجم:50–53].
مشاكلة آخر السورة السابقة لأول هذه، فقد قال هناك:﴿أَزِفَتِ الْآزِفَةُ ۝٥٧﴾ [النجم:57]، وقال هنا: ﴿اقْتَرَبَتِ السَّاعَةُ﴾ [القمر:1]، وحسن التناسق بين النجم والقمر.
لما أعلمهم سبحانه بأن إليه المنتهى وأن عليه النشأة الأخرى وأن ذلك يقع جزاء كل نفس بما أسلفت أعلمهم سبحانه بقرب ذلك وحسابه ليزدجر من وفقه للازدجار فقال تعالى:﴿اقْتَرَبَتِ السَّاعَةُ وَانْشَقَّ الْقَمَرُ ۝١﴾ [القمر:1].

### مناسبة السورة لما بعدها
مناسبة سورة القمر مع السورة التي بعدها سورة الرحمن من وجهين:
- أحدهما: أن الله افتتح سورة القمر بذكر معجزة تدل على العزة والجبروت والهيبة، وهو انشقاق القمر، فإن من يقدر على شق القمر يقدر على هد الجبال، وقد الرجال، وافتتح سورة (الرحمن) بذكر معجزة تدل على الرحمة والرحموت وهو القرآن، فإن شفاء القلوب بالصفاء عن الذنوب.
- ثانيهما: أنه تعالى ذكر في سورة (القمر):﴿فَكَيْفَ كَانَ عَذَابِي وَنُذُرِ ۝١٦﴾ [القمر:16]، غير مرة، وذكر في سورة (الرحمن):﴿فَبِأَيِّ آلَاءِ رَبِّكُمَا تُكَذِّبَانِ ۝١٣﴾ [الرحمن:13] مرة بعد مرة لما بينا أن تلك السورة سورة إظهار الهيبة، وهذه السورة سورة إظهار الرحمة.[6]

وقال الزحيلي في التفسير المنير: "سورة الرحمن بأسرها شرح وتفصيل لآخر ما ورد في السورة التي قبلها (سورة القمر)، ففي سورة القمر بيان إجمالي لأوصاف مرارة الساعة وأهوال النار وعذاب المجرمين، وثواب المتقين ووصف الجنة وأهلها، وفي سورة الرحمن تفصيل على الترتيب الوارد في الإجمال وعلى النحو المذكور من وصف القيامة والنار والجنة.

## مقاصد السورة
1. التذكير بالآيات والنذر وبيان مصارع المكذبين بها.[37]
2. تقرير ربوبية الله  وألوهيته بالالتزام وتقرير التوحيد وإثبات النبوة لمحمد ﷺ.[38]
3. تسجيل مكابرة المشركين في الآيات البينة، وأمر النبي ﷺ بالإعراض عن مكابرتهم، وإنذارهم باقتراب القيامة وبما يلقونه حين البعث من الشدائد، وتذكيرهم بما لقيته الأمم أمثالهم من عذاب الدنيا لتكذيبهم رسل الله وأنهم سيلقون مثلما لقي أولئك إذ ليسوا خيرا من كفار الأمم الماضية، وإنذارهم بقتال يهزمون فيه، ثم لهم عذاب الآخرة وهو أشد، وإعلامهم بإحاطة الله علما بأفعالهم وأنه مجازيهم شر الجزاء ومجاز المتقين خير الجزاء، وإثبات البعث، ووصف بعض أحواله، وفي خلال ذلك تكرير التنويه بهدي القرآن وحكمته.[39]

## المحتوى العام للسورة
1. الحديث عن تكذيب أهل مكة لمعجزة انشقاق القمر.[40]
2. الحديث عن إنزال القرآن بالوحي وتهديد المكذبين بآياته، ثم الحديث عن موقف المشركين من معجزة انشقاق القمر ووصفها بأنها سحر مفترى، وغفلتهم عما في القرآن من الزواجر، وتلا ذلك أمر الرسول ﷺ بالإعراض عنهم، وإنذارهم بحشرهم أذلة مسرعين كالجراد المنتشر، بعبارات تهز المشاعر، وتثير المخاوف، وتملأ النفس رعباً وفزعاً من أهوال القيامة.[41]
3. الحديث عن مصارع الأقوم السابقة قوم نوح وعاد وثمود وقوم لوط، وفرعون،[42] ففي قصة مصرع قوم نوح تحدثت عن تكذيبهم له وكفرهم بما جاءهم به، فأغرقهم الله ، ثم بعد ذلك قوم عاد وتكذيبهم لرسولهم هود  فأهلكهم الله بالريح الصرصر العاتية، وذكرت بعده قصة ثمود، وأنهم عوقبوا بصيحة واحدة جعلتهم كهشيم المحتظر، لتكذيبهم رسولهم صالحا  وعقرهم الناقة التي جعلها الله آية لصدقه، وجاءت بعدها قصة قوم لوط وعقابهم صباحاً بريح تحمل الحصباء، وتقذفهم بها حتى هلكوا؛ لأنهم كانوا يأتون الرجال من دون النساء مع شركهم، وتلتها قصة آل فرعون الذي ادعى الألوهية فأغرقه الله مع جيشه الذي تبع بني إسرائيل وهم هاربون من قتله لهم.[43]
4. وختمت السورة ببيان ظاهرة التوازن في خلق الأشياء، وسرعة نفاذ أمر الله ومشيئته كلمح البصر، وضرورة العظمة والتذكر بهلاك الطغاة، ورصد جميع أعمال البشر في سجلات محفوظة، وتبشير المتقين بالجنات والكرامات عند ربهم المليك المقتدر، والخلاصة: أن السورة حافلة بالوعد والوعيد، والعظات والعبر بأخبار الماضين، وتهديد الكفار بعقاب مماثل، وإكرام المتقين في جنات ونعيم.[12]

## محور مواضيع السورة
نزلت سورة القمر التي تبدأ بذكر اقتراب الساعة وانشقاق القمر، ثم تحذر من كذب وقال أن الآيات سحر واتبع الهوى، وتكرر فيها ذكر ﴿فكيف كان عذابي ونذر* ولقد يسرنا القرآن للذكر فهل من مدّكر﴾، فتحدثت عن قوم نوح وقوم عاد وقوم ثمود وقوم لوط وآل فرعون. وبعد الترهيب تختم السورة بالترغيب فالمتقين في جنات ونهر.

## الناسخ والمنسوخ في السورة
سورة القمر فيها من المنسوخ آية واحدة، وهي قوله تعالى:﴿فَتَوَلَّ عَنْهُمْ يَوْمَ يَدْعُ الدَّاعِ﴾ [القمر:6]، نسخ معنى التولي بآية السيف وباقيها محكم، قال مقاتل: فتول عنهم إلى يوم يدع الداع، وليس هذا بشيء، وقد زعم قوم أن هذا التولي منسوخ بآية السيف.

## اللغة والبلاغة في السورة

### اللغة في سورة القمر
﴿اقْتَرَبَتِ السَّاعَةُ﴾ [القمر:1]: أي: قرب وقت حلول الساعة، ودنا زمان قيامها، والساعة في الأصل: اسم لمدار قليل من الزمان غير معين، وتحديدها بزمن معين اصطلاح عرفي، وتطلق في عرف الشرع على يوم القيامة، وأطلق على يوم القيامة يوم الساعة، لوقوعه بغتة، أو لسرعة ما فيه من الحساب، أو لأنه على طوله قدر يسير عند الله.
(مُسْتَقِر): المراد بالاستقرار الذي في الآية، الاستقرار في الدنيا، وفي هذا تعريض بالإيماء إيماء إلى أن أمر دعوة محمد ﷺ سيرسخ ويستقر بعد تقلقله، ومستقر: بكسر القاف اسم فاعل من استقر، أي قر، والسين والتاء للمبالغة مثل السين والتاء في استجاب.
(مُزْدَجَرٌ): مصدر ميمي من الزجر إلا أن التاء أبدلت دالا ليوافق الزاي بالجهر، ولك أن تعتبره اسم مكان أي مكان اتعاظ.
(الْأَجْداثِ): القبور جمع جدث.
(مُهْطِعِينَ): الإهطاع، هو الإسراع مع مدّ الأعناق والتشوّف بالأنظار بصورة دائمة لا تقلع عن التحديق وهي صورة حيّة مجسّدة للفزع المرتاع الذي يتطلع إلى ما يرتقبه من أهوال.
(مُدَّكِرٍ) أصله مذتكر فقلبت التاء دالا لتواخي الذال في الجهر ثم أدغمت الدال فيها.
(صَرْصَراً) الصرصر: الريح الشديدة الهبوب حتى يسمع صوتها، وهو مضاعف صر، وتكرير الأحرف إشعار بتكرير العمل وقد تقدم بحثه ومثله كبّ وكبكب ونه ونهنه.
(أَعْجازُ نَخْلٍ) الأعجاز: جمع عجز وعجز كل شيء مؤخره ومنه العجز لأنه يؤدي إلى تأخر الأمور والنخل يذكّر ويؤنّث.
(منقعر)، منقلع من مكانه ساقط على الأرض وواحد الأعجاز عجز، مثل عضد وأعضاد، وإنما قال: (أعجاز نخل)، وهي أصولها التي قطعت فروعها لأن الريح كانت تبين رؤوسهم من أجسادهم، فتبقى أجسام بلا رؤوس.
(ودسر): الدسر: جمع دسار مثل كتب وكتاب، والمراد أن السفينة ذات دفع شديد. تَجْرِي بِأَعْيُنِنا بمرأى منا، والمراد بحراستنا وحفظنا، جَزاءً أي أغرقوا عقابا، لِمَنْ كانَ كُفِرَ جحد به، وهو نوح ، أي أغرقوا عقابا لهم، وقرئ: كُفِرَ أي جزاء للكافرين.
(مُحْتَضَرٌ – الْمُحْتَظِرِ): (مُحْتَضَرٌ ): اسم مفعول من احتضر بمعنى حضر لأن الماء كان مقسوما بينهم لكل فريق يوم أي كل نصيب من الماء يحضره لا يحضر آخر معه ففي يوم الناقة تحضره الناقة وفي يومهم يحضرونه هم، وحضر واحتضر بمعنى واحد وإنما قال قسمة بينهم تغليبا لمن يعقل والمعنى يوم لهم ويوم لها. (الْمُحْتَظِرِ) بكسر الظاء اسم فاعل وهو الذي يتخذ حظيرة من الحطب وغيره والحظيرة الزريبة وفي المختار «الحظيرة تعمل للإبل من شجر لتقيها البرد والريح والمحتظر بكسر الظاء الذي يعملها» والمعنى صاروا كيبس الشجر المفتت إذا تحطم والهشيم المتكسر المتفتت.

### البلاغة في السورة
الخبر الابتدائي: ويظهر هذا الوجه البلاغي في كثير من آيات السورة، ومنها قوله تعالى: ﴿اقْتَرَبَتِ السَّاعَةُ وَانْشَقَّ الْقَمَرُ ۝١﴾ [القمر:1].
المبالغة: وهذه الصورة البلاغية ظاهرة في قوله: «اقتربت الساعة»، ففيها زيادة مبالغة على قرب، كما أن في اقتدر زيادة مبالغة على قدر، لأن أصل افتعل إعداد المعنى بالمبالغة نحو اشتوى إذا اتخذ شواء بالمبالغة في إعداده.
استعارة تمثيلية: وهذه الاستعارة في كثير من آيات سورة القمر، ومنها:﴿فَفَتَحْنَا أَبْوَابَ السَّمَاءِ بِمَاءٍ مُنْهَمِرٍ ۝١١﴾ [القمر:11]، ففيها استعارة تمثيلية، شبه تدفق المطر من السحاب بانصباب أنهار انفتحت بها أبواب السماء، وَحَمَلْناهُ عَلى ذاتِ أَلْواحٍ وَدُسُرٍ كناية عن السفينة التي تتركب من الأخشاب والمسامير.
تشبيه تمثيلي: ففي قوله:﴿يَخْرُجُونَ مِنَ الْأَجْدَاثِ كَأَنَّهُمْ جَرَادٌ مُنْتَشِرٌ﴾ [القمر:7]، وهذا التشبيه تمثيلي لأنه تشبيه هيئة خروج الناس من القبور متراكمين بهيئة خروج الجراد يسير غير ساكن.
تشبيه تمثيلي مرسل: وهذا الوجه يظهر في قوله تعالى:﴿كَأَنَّهُمْ أَعْجَازُ نَخْلٍ مُنْقَعِرٍ﴾ [القمر:20]، تشبيه مرسل تمثيلي، شبّههم بأعجاز النخل المنقعر إذ تساقطوا على الأرض أمواتا وهم جثث غطام طوال، وقيل كانت الريح تقطع رءوسهم فتبقى أجسادا بلا رءوس فأشبهت أعجاز النخل التي انقلعت من مغارسها.
صيغة مبالغة: ففي قوله تعالى:﴿بَلْ هُوَ كَذَّابٌ أَشِرٌ﴾ [القمر:25]، صيغة مبالغة على وزن فعال وفعل، أي كثير الكذب، عظيم البطر.
التكرير: ففي آيات سورة القمر تكرير ملحوظ مقصود والغاية منه التذكير والانتباه من سنة الغفلة التي قد تطرأ على الأذهان فتحجبها عن التأمل والتدبّر، وترين عليها سجوف الجهالات حتى ما تكاد تبصر شيئا وسيأتي المزيد من هذا الفن في سورة الرحمن.

## القراءات لبعض الكلمات في السورة
قوله تعالى: (مستقر): اختلفوا في قراءتها، فقرأ أبو جعفر بخفض الراء، وقرأ الباقون برفعها.
قوله تعالى: {الدَّاعِ إِلى}: قرأ ورش والبصري بزيادة ياء بعد العين وصلا لا وقفا والبزي بإثباتها في الحالين والباقون بحذفها، كذلك و(نُكُرٍ) قرأ المكي بإسكان الكاف والباقون بالضم.
قوله تعالى: (خُشعَاً)": قرأ أبو عمرو وحمزة، والكسائي بفتح الخاء وألف بعدها وكسر الشين (خاشِعاً)، والباقون بضم الخاء ولا ألف بعدها وفتح الشين مشددة.
قوله تعالى: (ففتحنا): شدد التاء ابن عامر، وأبو جعفر ويعقوب وخففها غيرهم.
قوله تعالى: (أَأُلْقِيَ الذِّكْرُ): قرأ نافع وابن كثير وأبو عمرو بتحقيق الهمزة الأولى المفتوحة وتسهيل الثانية المضمومة كالواو، وأدخل قالون وأبو عمرو بينهما بخلاف عن أبي عمرو، ولم يدخل ورش وابن كثير ألفا، وأما هشام فله تسهيل الثانية وتحقيقها وإدخال الألف بينهما وله أيضا إسقاط الألف بينهما مع التحقيق، والباقون بتحقيقهما مع عدم الإدخال، وإذا وقف حمزة فله في الثانية التسهيل وإبدالها واواً.
قوله تعالى: (جاء آل): قرأ قالون والبزي والبصري بإسقاط الأولى وتحقيق الثانية مع القصر والمد وورش وقنبل بتحقيق الأولى وتسهيل الثانية مع الثلاثة لورش والقصر فقط لقنبل وعنهما أيضا إبدالها ألفا مع القصر والمد الطويل لهما وتقدم في الحجر عند ذكر آل لوط أكثر من هذا فراجعه، والباقون بتحقيقهما.

## الفوائد الفقهية في السورة
- الفائدة الأولى: في قوله تعالى:﴿وَلَقَدْ رَاوَدُوهُ عَنْ ضَيْفِهِ فَطَمَسْنَا أَعْيُنَهُمْ﴾ [القمر:37]، قال أبو بكر الجزائري في تفسيره لهذه الآية أن فيها: "مشروعية الضيافة وإكرام الضيف".[38]
- الفائدة الثانية: قوله تعالى:﴿وَنَبِّئْهُمْ أَنَّ الْمَاءَ قِسْمَةٌ بَيْنَهُمْ كُلُّ شِرْبٍ مُحْتَضَرٌ ۝٢٨﴾ [القمر:28]، الآية تدل على جواز المهايأة على الماء، لأنهم جعلوا شرب الماء يوما للناقة ويوما لهم ويدل أيضا على أن المهايأة قسمة المنافع لأن الله قد سمى ذلك قسمة وإنما هي مهايأة على الماء لا قسمة الأصل واحتج محمد بن الحسن بذلك في جواز المهايأة على الماء على هذا الوجه وهذا يدل من قوله على أنه كان يرى شرائع من كان قبلنا من الأنبياء ثابتة ما لم يثبت نسخها آخر سورة القمر.[29]

## المؤلفات في السورة
1. سورة القمر –مقاربة أسلوبية صوتية-، محمد حسن خلف بن عيسى بطاهر، مجلة فصل الخطاب، المجلد العاشر، العدد الثالث، سبتمبر 2021م.
2. التكرار وعلاقته بالمعنى –سورة القمر نموذجاً-، د. زينب زيادة دسوقي البغدادي، مجلة كلية الدراسات الإسلامية والعربية للبنات بالإسكندرية، العدد الثامن والثلاثين، الإصدار الأول.
3. سورة القمر –دراسة بلاغية-، رنا محمود عبوش عمر، مجلة ضياء الفكر للبحوث والدراسات، عدد خاص بمؤتمر بيروت العلمي الدولي الثاني، بيسان 2024م.
4. ألفاظ القوة والتمكين في سورة القمر –دراسة موضوعية دلالية-، د. منصور علي سالم ناصر العمراني، مجلة قبس للدراسات الإنسانية والاجتماعية، المجلد الرابع، العدد: 1، 2020م.
5. مباحث لغوية في سورة القمر، عسكر بابازاده أقدم، وآخرون، مجلة اللغة العربية وآدابها، العدد: (35)، ذي القعدة 1443هـ.
6. من أسرار النظم في سورة القمر، د. فائزة بنت سالم صالح أحمد، مجلة العلوم العربية، العدد: الخامس عشر، ربيع الآخر، 1431هـ.
7. دراسة تحليلية بلاغية عن تكرار الآيات في سورة القمر والمرسلات، ويويك وينارتي، بحث مقد للجامعة الإسلامية الحكومية بمالانج قسم اللغة العربية وآدابها بكلية العلوم الإنسانية، 2005م.
8. الأساليب النحوية في سورة القمر –دراسة نحوية دلالية، للباحثين: كريمة محمد خير محمد محمود، د. عماد سعدى الطيب، الناشر: دورية علمية محكمة بكلية الآداب –جامعة أسوان-، يناير 2025م، المجلد الأول.

## وصلات خارجية
- تفسير ابن كثير لسورة القمر
- أحكام التجويد لسورة القمر
- إعراب كامل سورة القمر
- ملف متكامل لسورة القمر